# Гюнтер, Франц Игнац
Франц Игнац Гюнтер (нем. Franz Ignaz Günther; 22 ноября 1725, Альтманштайн, Бавария — 27 июня 1775, Мюнхен, Бавария) — немецкий резчик по дереву и скульптор-декоратор эпохи барокко.

## Биография
Франц Игнац родился в Альтманштайне в Баварии, своё первое образование получил в мастерской отца, столяра и резчика Иоганна Георга (1704—1783). Его дед Иоганн Леонхард (1673—1738) также занимался искусством резьбы по дереву и камню. С 1743 по 1750 год Франц Игнац учился в Мюнхене у придворного скульптора Иоганна Баптиста Штрауба.
Годы странствий привели его в Зальцбург (1750), к придворному скульптору Паулю Эгелю в Мангейме (1751—1752) и в Оломоуц в Моравии (1752). С мая по ноябрь 1753 года он посещал класс скульптуры в венской Академии изобразительных искусств, где получил «первую премию по скульптуре». В 1754 году он открыл собственную мастерскую в Мюнхене, где и оставался до своей смерти в 1775 году.
В 1757 году Гюнтер женился на Марии Магдалене Хольмайр, дочери торговца серебром из Хугльфинга; в браке родилось девять детей. В 1761 году семья приобрела недвижимость на Оберен-Гене в Мюнхене.
Франц Игнац Гюнтер более всего известен как мастер резных деревянных алтарей. В своём индивидуальном стиле ему удавалось соединять элементы барокко и «баварского рококо», складывавшегося в южной Германии под французским влиянием.
Его племянник Иоганн Георг Гюнтер (1766—1832) работал живописцем в Мюнхене, с 1783 года был реставратором и инспектором Картинной галереи в Аугсбурге. В семье были и другие родственники, занимавшиеся искусством скульптуры и живописи.

## Признание
В 1997 году в Альтманштайне (район Айхштетт) был создан музей Игнаца Гюнтера. Его именем названа гимназия в Розенхайме (Ignaz-Günther-Gymnasium). Его бывший дом, Игнац-Гюнтер-Хаус, расположен на Сен-Якобс-Плац в Мюнхене, с мемориальной доской, на которой указаны даты рождения и смерти (устаревшие): Здесь художник жил и работал до своей смерти 26 июня 1715 года.
Его именем назван астероид (6148). Деревянное Распятие, созданное Гюнтером, 16 апреля 2012 года было преподнесено официальной баварской гражданской и церковной делегацией в качестве подарка на 85-летие папы Бенедикта XVI, уроженца Баварии.

## Галерея
- Алтарь доминиканской церкви Св. Петра и Павла. Альтенхоэнау, Бавария
- Церковь Св. Георгия. Кафедра. Мюнхен-Богенхаузен
- Мадонна Непорочного зачатия. Между 1750 и 1769. Дерево, роспись. Музей Боде, Берлин
- Голова ангела. Между 1760 и 1770. Дерево. Метрополитен-музей, Нью-Йорк
- Главный алтарь церкви Св. Петра и Павла. 1765. Нойштифт-Фрайзинг
- Путто. Церковь Св. Петра и Павла. Нойштифт-Фрайзинг
- Пьета Неннинген. 1774. Дерево, роспись
- Эпитафия (часть надгробия) Эгидия Курселя фон Вахсенштайна. 1755. Церковь Св. Петра, Мюнхен